# Skinnskattebergsdemokraterna
Skinnskattebergsdemokraterna (Skbd) var ett lokalt politiskt parti i Skinnskattebergs kommun. I valet 2006 erhöll de 383 röster, vilket motsvarade 13,72 procent. I och med detta vann Skinnskattebergsdemokraterna representation i Skinnskattebergs kommunfullmäktige med fyra mandat. Partiet var från hösten 2006 till april 2008 med i en styrande majoriteten tillsammans med Folkpartiet liberalerna, Moderaterna, Centerpartiet och Kristdemokraterna. April 2008 avbröts samarbetet efter oenighet i flera frågor.
I valet 2010 fick partiet 1,55 procent av rösterna i kommunfullmäktige, och fick inga mandat i fullmäktige. Partiet deltog inte i valet 2014.